# 黃國光 (正德進士)
黃國光（1494年—？），字尚賓，山東東昌府臨清州人，民籍，明朝政治人物。

## 生平
正德十四年（1519年）己卯科山東鄉試第十三名舉人。正德十六年（1521年）中式辛巳科會試第八十八名，登第三甲第二百零二名進士。

## 家族
曾祖黃貴；祖父黃英；父黃榮，母莊氏。慈侍下。兄黄国泰（南京户部主事）。